# Крылов, Владимир Валентинович
Влади́мир Валенти́нович Крыло́в (26 февраля 1964, Силикатный) — советский легкоатлет, олимпийский чемпион в эстафете 4×100 метров. Заслуженный мастер спорта СССР (1987).

## Биография
Родился в посёлке Силикатный Сенгилеевского района. В легкую атлетику пришёл в 17 лет. Через год выполнил норматив мастера спорта. В 1984 году впервые стал чемпионом СССР, причем сразу двукратным — в беге на 400м и в эстафете 4×400 м. Чемпион летней Спартакиады народов СССР 1986 г.
В 1986 году на чемпионате Европы выиграл золото и бронзу. Также становился серебряным призёром чемпионата мира в 1987 году, а на дистанции в 200 метров стал пятым, установив при этом национальный рекорд, который держится до сих пор.
На Олимпиаде в Сеуле вместе с Виктором Брызгиным, Владимиром Муравьёвым и Виталием Савиным выиграл эстафету 4×100 метров.
Окончил Ульяновский электромеханический техникум, Ульяновский государственный педагогический университет. И. о. директора Ульяновского училища (техникума)  олимпийского резерва.

В 2003 году Владимиру Крылову присвоено звание «Почётный гражданин Ульяновской области», с занесением в Золотую книгу Почёта Ульяновской области.

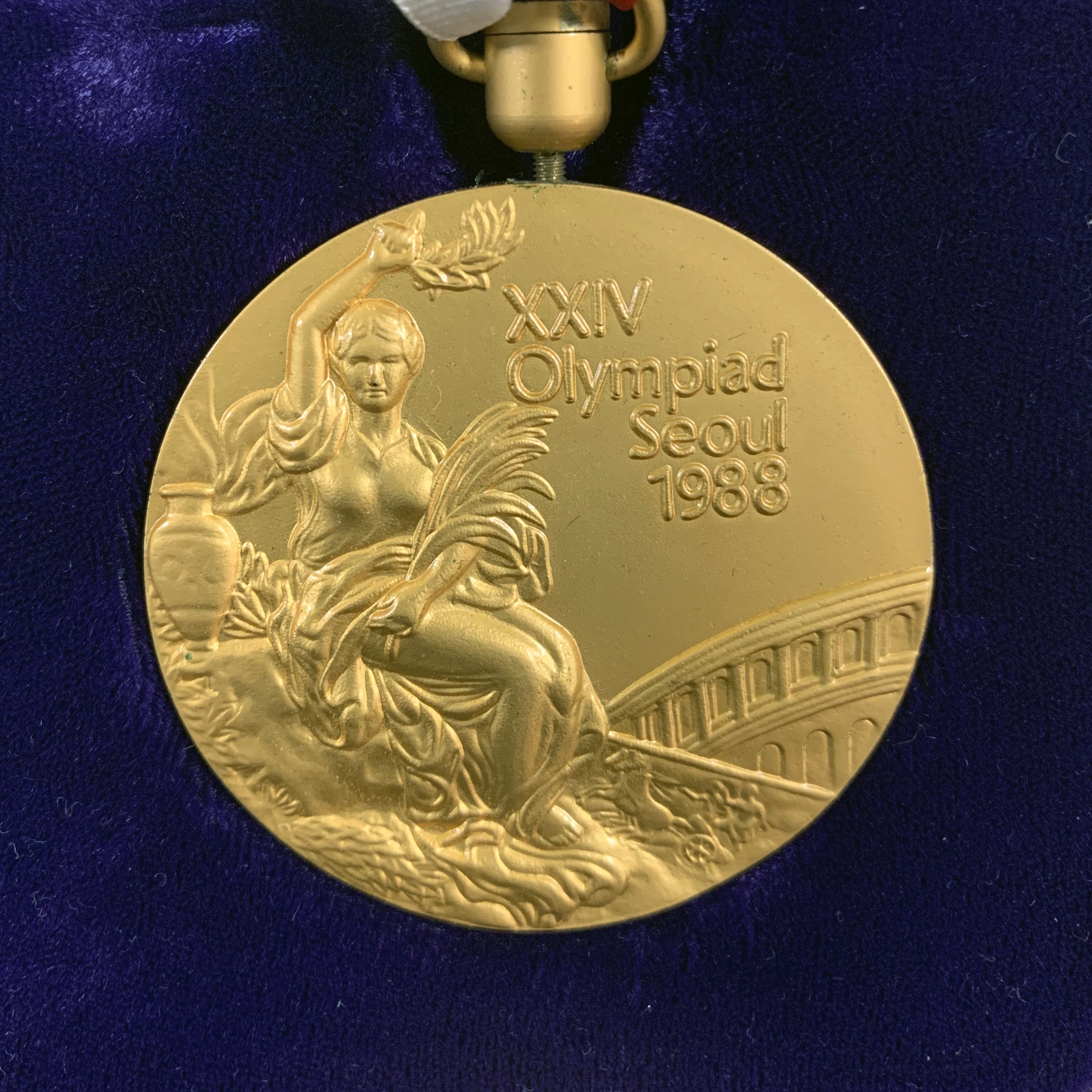
Золотая олимпийская медаль (1988).
Знак «Почётный гражданин Ульяновской области» (2003).

## Факты
- Результаты Крылова на 200 метров на стадионе (20,23 секунды) и в помещении (20,53 секунды), установленные в 1987 году, а также эстафета 4×100 м (1990), до сих пор остаются национальными рекордами.

## Признание
- С 1997 года проходят Традиционный турнир по лёгкой атлетике на призы олимпийского чемпиона Владимира Крылова[5][6][7][8].
- В 2019 году у Дворца спорта «Волга-Спорт-Арена» в Ульяновске установили бюст Олимпийского чемпиона Владимира Крылова[9].